# Parafia Wniebowzięcia Najświętszej Maryi Panny w Puńsku
Parafia Wniebowzięcia Najświętszej Maryi Panny w Puńsku – rzymskokatolicka parafia leżąca w dekanacie Sejny należącym do diecezji ełckiej. Erygowana w 1597. Mieści się przy ulicy Mickiewicza.
Nabożeństwa sprawowane są w języku polskim i litewskim.